# Майк Шайдвайлер
Майк Шайдвайлер (нар. 14 листопада 1981) — колишній люксембурзький тенісист.
Найвищу одиночну позицію світового рейтингу — 281 місце досяг 26 травня 2003, парну — 272 місце — 30 вересня 2002 року.
Здобув 4 одиночні та 11 парних титулів туру ITF.

## Фінали ATP Челленджер і ITF Ф'ючерс

### Одиночний розряд: 7 (4–3)
| Легенда              |
| -------------------- |
| ATP Челленджер (0–0) |
| ITF Ф'ючерс (4–3)    |

| Фінали за покриттям |
| ------------------- |
| Тверде (1–2)        |
| Ґрунт (3–1)         |
| Трава (0–0)         |
| Килим (0–0)         |

| Результат | В-П | Дата     | Турнір                     | Рівень  | Покриття | Суперник                  | Рахунок       |
| --------- | --- | -------- | -------------------------- | ------- | -------- | ------------------------- | ------------- |
| Поразка   | 0–1 | Вер 2000 | Іспанія F10, Мадрид        | Ф'ючерс | Тверде   | Жульєн Кулі               | 2–6, 6–7(3–7) |
| Перемога  | 1–1 | Чер 2001 | Німеччина F6, Кассель      | Ф'ючерс | Ґрунт    | Ерік Продон               | 5–7, 6–1, 6–4 |
| Поразка   | 1–2 | Лют 2002 | Франція F5, Брессюїр       | Ф'ючерс | Тверде   | Жером Анке                | 2–6, 2–6      |
| Поразка   | 1–3 | Чер 2002 | Марокко F2, Марракеш       | Ф'ючерс | Ґрунт    | Сантьяго Вентура Бертомеу | 4–6, 4–6      |
| Перемога  | 2–3 | Чер 2002 | Німеччина F8, Кассель      | Ф'ючерс | Ґрунт    | Дітер Кіндльманн          | 6–2, 7–6(7–5) |
| Перемога  | 3–3 | Сер 2002 | Велика Британія F6, Лондон | Ф'ючерс | Тверде   | Пітер Кларк               | 4–6, 6–1, 6–1 |
| Перемога  | 4–3 | Лют 2003 | Португалія F1, Ешпіню      | Ф'ючерс | Ґрунт    | Елдер Лопеш               | 7–6(8–6), 6–4 |

### Парний розряд: 16 (11–5)
| Легенда              |
| -------------------- |
| ATP Челленджер (0–1) |
| ITF Ф'ючерс (11–4)   |

| Фінали за покриттям |
| ------------------- |
| Тверде (2–0)        |
| Ґрунт (8–4)         |
| Трава (0–0)         |
| Килим (1–1)         |

| Результат | В-П  | Дата     | Турнір                           | Рівень     | Покриття | Партнер         | Суперники                               | Рахунок                     |
| --------- | ---- | -------- | -------------------------------- | ---------- | -------- | --------------- | --------------------------------------- | --------------------------- |
| Поразка   | 0–1  | Сер 1998 | Бельгія F2, Шарлеруа             | Ф'ючерс    | Ґрунт    | Паскаль Шауль   | Арно Фонтен Вім Нефс                    | 6–7, 7–5, 1–6               |
| Перемога  | 1–1  | Тра 2001 | Італія F3, Латина                | Ф'ючерс    | Ґрунт    | Жульєн Матьє    | Франческо Альді Стефано Моччі           | 6–4, 6–2                    |
| Перемога  | 2–1  | Лип 2001 | Румунія F1, Бухарест             | Ф'ючерс    | Ґрунт    | Мікаель Сікко   | Віктор Рібас Анастасіос Васіліадіс      | 6–3, 3–6, 6–2               |
| Перемога  | 3–1  | Сер 2001 | Люксембург F1, Люксембург        | Ф'ючерс    | Ґрунт    | Жіль Мюллер     | Стівен Адамсон Рааул Снейдерс           | 6–4, 6–3                    |
| Перемога  | 4–1  | Лис 2001 | Нідерланди Antillies F1, Кюрасао | Ф'ючерс    | Тверде   | Ніколя Перрен   | Карлос Авельян Хоннатан Медіна-Альварес | 6–1, 6–3                    |
| Поразка   | 4–2  | Лют 2002 | Велика Британія F2, Глазго       | Ф'ючерс    | Килим    | Жіль Мюллер     | Їв Аллегро Арно Фонтен                  | 3–6, 4–6                    |
| Перемога  | 5–2  | Тра 2002 | Велика Британія F4, Гатфілд      | Ф'ючерс    | Ґрунт    | Ніколя Перрен   | Люк Борджуїс Ейлун Джонс                | 7–6(7–2), 4–6, 6–3          |
| Перемога  | 6–2  | Чер 2002 | Марокко F2, Марракеш             | Ф'ючерс    | Ґрунт    | Като Дзюн       | Діно Даттолі Кейн Дьюгерст              | 6–4, 6–2                    |
| Перемога  | 7–2  | Чер 2002 | Марокко F3, Агадір               | Ф'ючерс    | Ґрунт    | Като Дзюн       | Карім Маамун Мохамед Мамун              | 6–0, 6–2                    |
| Перемога  | 8–2  | Сер 2002 | Нідерланди F1, Енсхеде           | Ф'ючерс    | Ґрунт    | Като Дзюн       | Сандер Гройн Сандер Гоммел              | 6–3, 6–2                    |
| Перемога  | 9–2  | Лют 2003 | Португалія F1, Ешпіню            | Ф'ючерс    | Ґрунт    | Крістофер Кас   | Міхал Мертиняк Марко Мірнеґґ            | 6–3, 6–2                    |
| Поразка   | 9–3  | Бер 2003 | Португалія F7, Ешторіл           | Ф'ючерс    | Ґрунт    | Стефан Ваутерс  | Емануел Коуту Бернардо Мота             | w/o                         |
| Поразка   | 9–4  | Лип 2013 | Ольбія, Італія                   | Челленджер | Ґрунт    | Жюльєн Жанп'єр  | Алессіо ді Мауро Вінченцо Сантопадре    | 6–2, 4–6, 2–6               |
| Перемога  | 10–4 | Лис 2003 | Франція F22, Родез               | Ф'ючерс    | Тверде   | Жиль Кремер     | Fred Hammes Мелвін оп дер Гейде         | 5–7, 6–3, 6–1               |
| Перемога  | 11–4 | Січ 2010 | Німеччина F3, Каарст             | Ф'ючерс    | Килим    | Людовік Вальтер | Даніель Даніловіч Павел Шнобель         | 7–6(12–10),6–7(6–8), [10–4] |
| Поразка   | 11–5 | Лип 2015 | Німеччина F8, Трір               | Ф'ючерс    | Ґрунт    | Уґо Настасі     | Максіміліан Нойхріст Ґеорґе Фон Масов   | 4–6, 7–5, [8–10]            |